# El Copalar, Chiapas
El Copalar är en ort i Mexiko.   Den ligger i kommunen San Fernando och delstaten Chiapas, i den sydöstra delen av landet, 700 km öster om huvudstaden Mexico City. El Copalar ligger 871 meter över havet och antalet invånare är 2 039.
Terrängen runt El Copalar är huvudsakligen kuperad, men norrut är den bergig. Runt El Copalar är det ganska tätbefolkat, med 116 invånare per kvadratkilometer. Närmaste större samhälle är Tuxtla Gutiérrez, 16,9 km sydost om El Copalar. I omgivningarna runt El Copalar växer huvudsakligen savannskog.